# Marc Weber (roddare född 1997)
Marc Weber, född 5 september 1997 i Lich, är en tysk roddare.

## Karriär
Vid olympiska sommarspelen 2020 i Tokyo slutade Weber och Stephan Krüger på femte plats i B-finalen i dubbelsculler, vilket var totalt 11:e plats i tävlingen.
I april 2024 vid EM i Szeged tog Weber brons tillsammans med Jonas Gelsen i dubbelsculler.